# جاناردهانان
جاناردهانان هو ممثل هندي (وحمل سابقاً جنسية الراج البريطاني)، ولد في 24 يوليو 1946 في الهند.

## وصلات خارجية
- جاناردهانان على موقع IMDb (الإنجليزية)
- جاناردهانان على موقع قاعدة بيانات الفيلم (الإنجليزية)